# میلی چاندارانا
میلی چاندارانا (انگلیسی: Millie Chandarana؛ زادهٔ ۱۱ مارس ۱۹۹۷) بازیکن فوتبال اهل انگلستان است که در پست هافبک برای بلکبرن روورز بازی می‌کند. او علاوه بر انگلیس در سان مارینو، امارات متحده عربی و ایتالیا بازی کرده است.